# Лимано (Лука)
Лимано је насеље у Италији у округу Лука, региону Тоскана.
Према процени из 2011. у насељу је живело 84 становника. Насеље се налази на надморској висини од 528 м.